# 洪銘輝
洪銘輝，是一位台灣物理學家。

## 生平
曾在貝爾實驗室服務，任教於國立臺灣大學物理學系，研究領域包含超導體以及高介電係數氧化物與三五族化合物半導體之介面特性，2005年時成為中華民國物理學會會士，妻子為郭瑞年，任教於國立清華大學物理學系。